# Stenocercus haenschi
Stenocercus haenschi este o specie de șopârle din genul Stenocercus, familia Tropiduridae, descrisă de Werner 1901. A fost clasificată de IUCN ca specie pe cale de dispariție (stare critică). Conform Catalogue of Life specia Stenocercus haenschi nu are subspecii cunoscute.